# Storagen, Västmanland
Storagen är en sjö i Hällefors kommun och Nora kommun i Västmanland och ingår i Göta älvs huvudavrinningsområde. Sjön har en area på 0,473 kvadratkilometer och ligger 153,2 meter över havet. Sjön avvattnas av vattendraget Gullspångsälven (Liälven).

## Delavrinningsområde
Storagen ingår i det delavrinningsområde (659988-143961) som SMHI kallar för Nedlagd mätstation. Medelhöjden är 192 meter över havet och ytan är 13,14 kvadratkilometer. Räknas de 160 avrinningsområdena uppströms in blir den ackumulerade arean 2 195,71 kvadratkilometer. Gullspångsälven (Liälven) som avvattnar avrinningsområdet har biflödesordning 2, vilket innebär att vattnet flödar genom totalt 2 vattendrag innan det når havet efter 314 kilometer. Avrinningsområdet består mestadels av skog (79 procent). Avrinningsområdet har 0,91 kvadratkilometer vattenytor vilket ger det en sjöprocent på 6,9 procent.